# San Cristóbal de La Laguna
San Cristóbal de La Laguna település Spanyolországban, Santa Cruz de Tenerife tartományban, Tenerife sziget északi részében.
San Cristóbal de La Laguna Santa Cruz de Tenerife, Tegueste, Tacoronte és El Rosario községekkel határos. A sziget fővárosa, a Santa Cruz de Tenerife után a sziget második legnépesebb városa, a Kanári-szigeteket tekintve pedig a harmadik. Lakosainak száma 160 258 fő (2024). Gyakorlatilag összenőtt a fővárossal: villamos köti őket össze.
Történelmi városközpontja 1999 óta világörökségi helyszín.
Egyetemi város, amelyet a szigetek kulturális központjának tartanak: a Lagunai Egyetemnek mintegy 30 ezer hallgatója van. (Őket nem tartalmazza a fenti népességi adat.)
A város híres lakói voltak Amaro Pargo kalóz és José de Anchieta (Anchietai Szent József), a misszionárius aki  São Paulót és Rio de Janeirót alapította. A város kísértete Catalina Lercaro.

## Éghajlata
Északi fekvése miatt csapadékot kap az uralkodó északkeleti szelektől, és emiatt a klímája mediterrán, eltérően a Kanári-szigetek más városaitól, amelyek sivatagi éghajlatúak. A csapadék mennyisége háromszor-ötször nagyobb, mint a déli lejtőkön, a napfény mintegy tizedével kevesebb, az éves átlagos páratartalom pedig mintegy egytizedével több.  Bár a város 500 méter feletti magasságban helyezkedik el, a tengeri és szubtrópusi hatások következtében a hőmérséklet egész évben fagypont felett marad.

## Története
A hely, ahol a város épült, a guancs Menceyato of Anagához tartozott, a kilenc királyság egyikéhez, amelyek a szigeten osztoztak, mielőtt a Kasztíliai Királyság meghódította Tenerifét. A teljes Aguere-völgy, amelyben a város elterül, és különösen az akkor itt lévő tó a tenerifei bennszülöttek zarándokhelye volt.
1494-ben itt vívták az  aguerei csatát, amelyben a kasztíliaiak legyőzték a guancsokat. A várost 1496-97-ben Alonso Fernández de Lugo konkvisztádor alapította és a sziget fővárosává, később pedig az egész szigetcsoport fővárosává tették a kasztíliai hódítók. Parti területei ki voltak téve a kalózok támadásainak.
1701-ben alapították a Lagunai Egyetemet. 

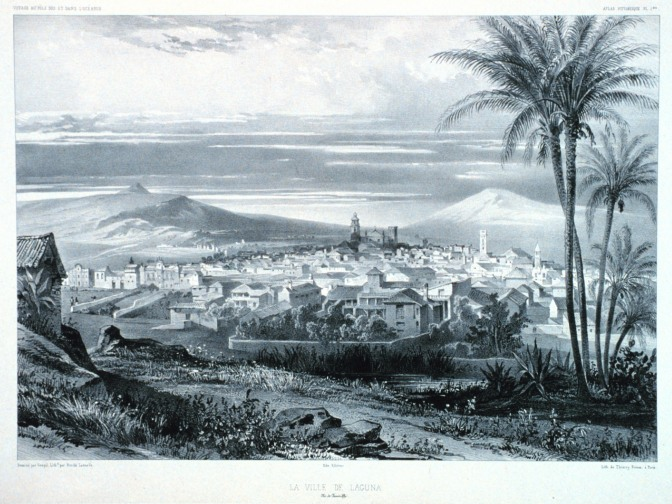
San Cristóbal de La Laguna in 1880

A város kialakítása sok közös elemet mutat az amerikai gyarmatokon létrehozott városokkal, mint a kubai Ó-Havanna, a perui Lima, a kolumbiai Cartagena de Indias vagy San Juan de Puerto Rico. La Laguna volt az utóbbi városok modellje.
A 18. században a város népessége és gazdasága zsugorodott, és 1723-ban helyette Santa Cruz de Tenerife lett a főváros. Utóbbi egészen 1927-ig a szigetek egyedüli fővárosa volt, azóta pedig Las Palmas de Gran Canariával osztozik ezen a címen.
1930-ban nyjlt meg a Tenerife Norte repülőtér (a sziget ma működő két repülőtere közül az északi), amely a fapados légitársaságok bővülő forgalmú célpontja.
A várost 1999. december 2-án nyilvánították világörökségi helyszínnek. Számos történelmi utcát lezártak az autóforgalom számára.Sok temploma és történelmi épülete miatt La Lagunát nevezik a Kanári-szigetek Firenzéjének is.
A város gyakran volt a bölcsője a szigeteken megjelenő új vallási, művészi és kulturális irányzatoknak, például a spanyol felvilágosodásnak. Különösen a barokk stílus korszakában jelent meg a városban sok szobrász, festő és építész, akiknek munkái a szigetek más részein is felbukkantak.
A közelmúltban számos, a közvetlenül az alapítás utáni időszakban épült alagutat és földalatti járatot találtak La Lagunában. Közülük némelyik olyan ikonikus épületek alatt húzódik, mint a Szeplőtelen Fogantatás templom   (Iglesia-Parroquia Matriz de Nuestra Señora de La Concepción),  a San Cristóbal de La Laguna-katedrális ( (Catedral de San Cristóbal de La Laguna) és a korábbi San Agustín konvent. A jelenlegi város utcaszintje mintegy egy méterrel az alapítás kori szint felett van.

## Részei
- La Verdellada
- Viña Nava
- El Coromoto
- San Benito
- El Bronco
- La Cuesta
- Taco
- Tejina
- Valleguerra
- Bajamar
- Punta del Hidalgo
- Geneto
- Los Baldios
- Guamasa
- El Ortigal
- Las Mercedes
- El Batan
- Las Carboneras
- San Diego
- Las Gavias

## Népesség
A település népessége az elmúlt években az alábbi módon változott:
| Lakosok száma | 133 340 | 137 314 | 144 347 | 150 661 | 153 224 | 153 009 | 153 655 | 157 503 | 157 815 | 160 258 |
|               | 2001    | 2004    | 2007    | 2009    | 2012    | 2014    | 2017    | 2019    | 2022    | 2024    |